# 电影 山田孝之3D
《电影 山田孝之3D》是2017年上映电影。在《山田孝之的戛纳电影节》最终回，决定制作并报名参加戛纳电影节的电影。

## 演员
- 山田孝之
- 芦田爱菜（友情出演）

## 制作人员
- 导演：松江哲明、山下敦弘
- 制作：东京电视台、C&I Entertainment
- 发行：东宝映像事业部